# Портленд (Арканзас)
Портленд (англ. Portland) — місто (англ. city) в США, в окрузі Ешлі штату Арканзас. Населення — 325 осіб (2020).

## Географія
Портленд розташований на висоті 38 метрів над рівнем моря за координатами 33°14′16″ пн. ш. 91°30′40″ зх. д. / 33.23778° пн. ш. 91.51111° зх. д. (33.237765, -91.511130).  За даними Бюро перепису населення США в 2010 році місто мало площу 2,79 км², уся площа — суходіл.

## Демографія
Згідно з переписом 2010 року, у місті мешкало 430 осіб у 188 домогосподарствах у складі 122 родин. Густота населення становила 154 особи/км².  Було 217 помешкань (78/км²). 
Расовий склад населення:
| - 60,7 % — білих - 37,0 % — чорних або афроамериканців - 0,2 % — азіатів |

До двох чи більше рас належало 1,2 %. Іспаномовні складали 0,9 % від усіх жителів.
За віковим діапазоном населення розподілялося таким чином: 22,6 % — особи молодші 18 років, 56,9 % — особи у віці 18—64 років, 20,5 % — особи у віці 65 років та старші. Медіана віку мешканця становила 46,6 року. На 100 осіб жіночої статі у місті припадало 83,8 чоловіків;  на 100 жінок у віці від 18 років та старших — 82,0 чоловіків також старших 18 років.
Середній дохід на одне домашнє господарство  становив 49 531 долар США (медіана — 29 375), а середній дохід на одну сім'ю — 59 905 доларів (медіана — 59 583). За межею бідності перебувало 28,1 % осіб, у тому числі 52,0 % дітей у віці до 18 років та 22,6 % осіб у віці 65 років та старших.
Цивільне працевлаштоване населення становило 177 осіб. Основні галузі зайнятості: освіта, охорона здоров'я та соціальна допомога — 22,6 %, сільське господарство, лісництво, риболовля — 22,0 %, публічна адміністрація — 14,1 %, роздрібна торгівля — 10,7 %.
За даними перепису населення 2000 року в Портленді проживало 552 особи, 152 родини, налічувалося 213 домашніх господарств і 247 житлових будинків. Середня густота населення становила близько 197 осіб на один квадратний кілометр. Расовий склад Портленда за даними перепису розподілився таким чином: 55,62 % білих, 42,93 % — негроїдна расачорних або афроамериканців, 0,18 % — корінних американців, 0,36 % — представників змішаних рас, 0,91 % — інших народів. Іспаномовні склали 2,72 % від усіх жителів містечка.
З 213 домашніх господарств в 31,5 % — виховували дітей віком до 18 років, 54,0 % представляли собою подружні пари, які спільно проживали, в 15,0 % сімей жінки проживали без чоловіків, 28,2 % не мали сімей. 26,3 % від загального числа сімей на момент перепису жили самостійно, при цьому 15,5 % склали самотні літні люди у віці 65 років та старше. Середній розмір домашнього господарства склав 2,59 особи, а середній розмір родини — 3,12 особи.
Населення містечка за віковим діапазоном за даними перепису 2000 року розподілилося таким чином: 27,4 % — жителі молодше 18 років, 8,2 % — між 18 і 24 роками, 25,2 % — від 25 до 44 років, 21,7 % — від 45 до 64 років і 17,6 % — у віці 65 років та старше. Середній вік мешканця склав 38 років. На кожні 100 жінок в Портленді припадало 89,0 чоловіків, у віці від 18 років та старше — 93,7 чоловіків також старше 18 років.
Середній дохід на одне домашнє господарство в містечкі склав 28 036 доларів США, а середній дохід на одну сім'ю — 32 375 доларів. При цьому чоловіки мали середній дохід в 23 750 доларів США на рік проти 20 446 доларів середньорічного доходу у жінок. Дохід на душу населення в містечкі склав 13 094 долари на рік. 14,5 % від усього числа сімей в окрузі і 15,9 % від усієї чисельності населення перебувало на момент перепису населення за межею бідності, при цьому 11,3 % з них були молодші 18 років і 19,3 % — у віці 65 років та старше.

## Відомі уродженці та жителі
- Ллойд Ентоні Мосбі — колишній гравець Головної ліги бейсболу